# ニュー・ウェーブ (SF)
SFにおける『ニューウェーブ（新しい波）』運動は1960年代に発生し、1970年代にかけて文学的・芸術的な形式と内容において実験的な作品を生み出した。その主張は、運動を主導した一人であるJ・G・バラードによる「SFは外宇宙より内宇宙をめざすべきだ」に特徴づけられる。
代表的な作家として、バラードやブライアン・オールディスなどが挙げられる。またアメリカの代表的なニュー・ウェーブ作家はハーラン・エリスン、サミュエル・R・ディレイニー、ロジャー・ゼラズニイ、トマス・M・ディッシュなどがいる。日本では山野浩一が専門誌『季刊NW-SF』を主宰して自らも作品を執筆し、日本のニュー・ウェーブ運動の先導役を務めた。この他にも筒井康隆、荒巻義雄、野阿梓、飛浩隆などが意欲的な作品を発表した。
1970年代に入ってニュー・ウェーブ運動そのものは急速に沈静化していったが、SFを縛っていた様々な制約（例えば性的な描写をしないなど）を打破し、沈滞していたSF界に再び自由と活気をもたらした。またSFにおける文章表現の洗練にも貢献した。

## 歴史

### 源流
ニューウェーブは一般的には1960年代に始まったとされるが、その萌芽は1950年に創刊されたH・L・ゴールド編集によるSF誌『ギャラクシー』に見られる。ジェイムズ・E・ガンは、ゴールドは「冒険家、発明家、技術者、科学者ではない、平凡な市民」に焦点を当てたと評し、SF史家デイヴィッド・カイルはゴールドの仕事がニューウェーブをもたらす基となったとしている。
ニューウェーブの作家達は、パルプ期及び黄金期と言われる時代のSFは打ち捨てるべきであると考え、J・G・バラードは1962年に「SFは星間旅行や、異星人の生態や、銀河戦争などから成る宇宙からは背を向けるべきだ」と述べ、ブライアン・オールディスは著書『一兆年の宴』で「SFの小道具である宇宙船、テレパシー、ロボット、時間旅行といったものは、流通の過程でコインのようにその価値を低下させていく」と記した。ハリー・ハリスンはこの時代を「古い障壁は消失し、パルプ・タブーは忘れられ、新しいテーマと作法が探求された」とまとめている。
そして作家達は伝統的なSFの外に手本を探し、ビート作家のウィリアム・S・バロウズが注目された。バロウズの使ったカットアップなどの技法や、SF的な比喩などの小説の可能性を拡大する過激な手法を多くの作家達が真似ようとした。

### 運動の発生
ニューウェーブの厳密な発生元についての共通認識は無いといってよい（アダム・ロバーツはアルフレッド・ベスターがこのジャンルを開拓したと主張し、マイケル・ムアコックはリイ・ブラケットを「真の教母」の一人と称している）。しかし多くの評論家は、ニューウェーブは1964年にマイクル・ムアコックが編集長となった『ニュー・ワールズ』誌で始まったとしている。

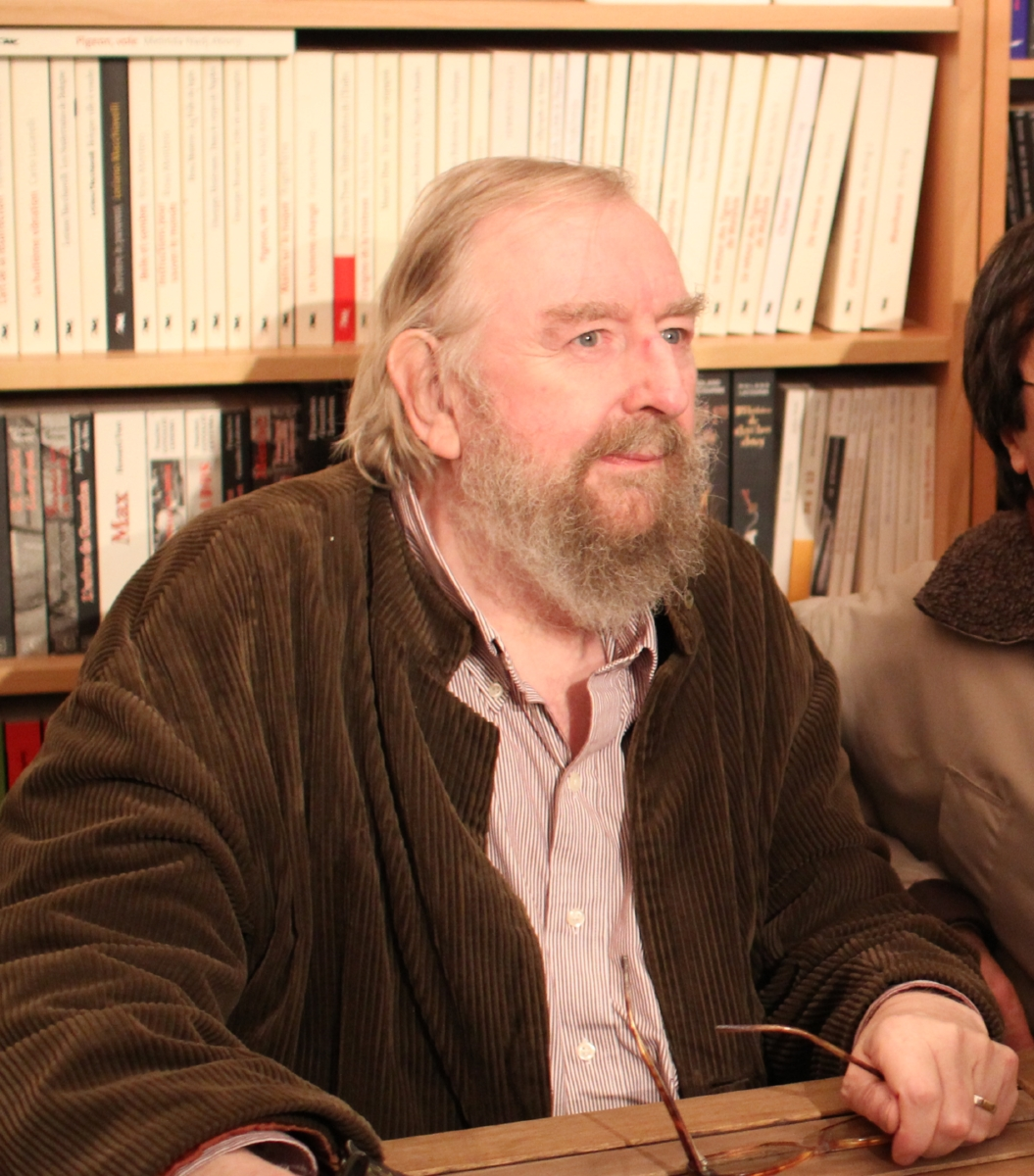
マイケル・ムアコック（2012年）

アメリカでゴールドスミスが編集していた『アメージング・ストーリーズ』誌や『ファンタジイ・アンド・サイエンス・フィクション』誌が非日常的な物語を生み出していた時期に、ムアコックは旧来のSF誌との差別化を模索し、『ニュー・ワールズ』は1964年の復刊時からSF誌というよりは実験的文芸雑誌のようなスタイルに変貌した。
J・G・バラードは1950年代末から特異な作品を発表していたが、1962年に『内宇宙への道はどちらか？』で、SFの文体や形式が「いまSF読者を退屈させているのはそうしたものであり、それ自体が文学の他の方面での発達に比して、時代遅れに見え始めているのである。」と述べ、SFが目指すのは外宇宙ではなく内宇宙であると主張した。ムアコックは、破滅して行く世界を受け入れて行く主人公を描いた『沈んだ世界』（1962年）などを発表していたバラードと、『地球の長い午後』（1962年）、『グレイベアド』（1964年）など多彩な作品を発表していたブライアン・オールディスの二人を『ニュー・ワールズ』で大きく取り上げ、他の作家においても実験的な作品を多く掲載し、これらの作品は「スペキュレイティブ・フィクション（思弁小説）」と呼ばれた。1964年の『ニュー・ワールズ』復刊第1号にはバラードの長編『結晶世界』の連載第1回と「ウィリアム・バロウズ論」が掲載されている。また掲載作品に制約を加えず、大胆な性描写や冒涜的な作品も掲載され、また主流文学の作品も掲載し、読者からは熱狂的な支持と反発の両方の反応があった。
一方この時期のアメリカでは、当時のカウンターカルチャーの傾向を反映した作風と技巧で脚光を浴びたロジャー・ゼラズニイやサミュエル・R・ディレーニイ、ハーラン・エリスンらがおり、彼らも『ニュー・ワールズ』に作品を発表した。またアメリカでアンソロジー『年間SF傑作選』を編集していたジュディス・メリルは、1956年発表のバラードの処女作「プリマ・ベラドンナ」以来バラードの熱烈な支持者となり、1965年にロンドンを訪問し、イギリスでの新しいSFの運動を「ニュー・ウェーブ（New Wave）」としてアメリカに紹介した。アメリカではニュー・ウェーブ運動は、「SFに現代文学の手法を取り込むこと」と理解されてさまざまな実験的な作品が書かれ、ハーラン・エリスンによるアンソロジー『危険なヴィジョン』（1966年）、『危険なヴィジョンふたたび』（1972年）が大きな成功を収めた。

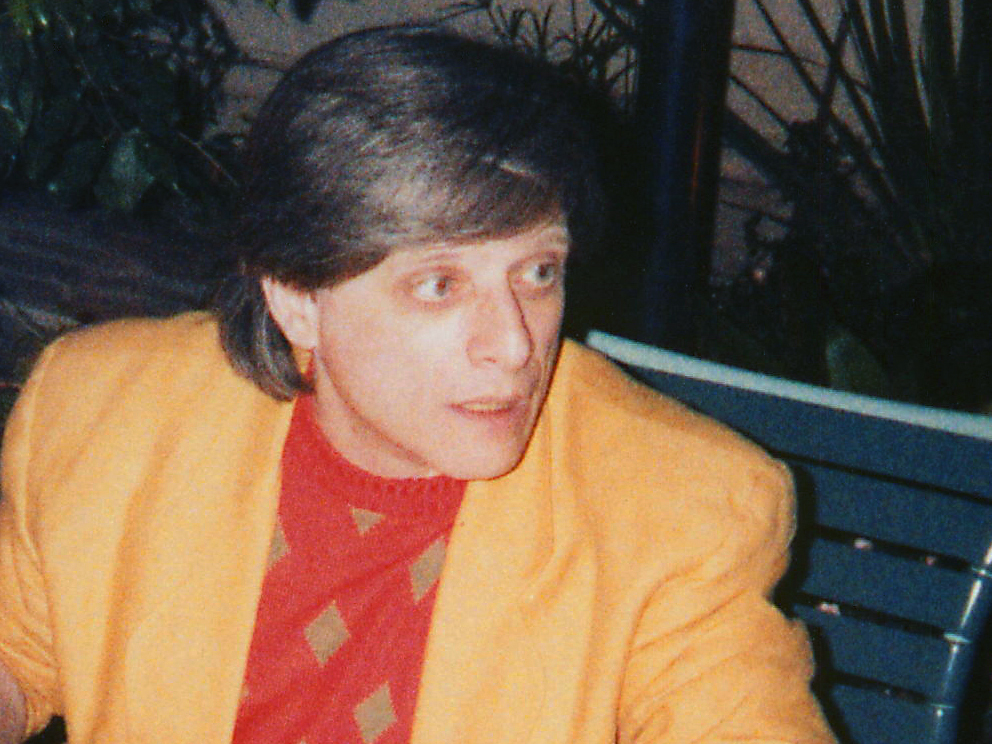
ハーラン・エリスン(1986年)

ムアコックの編集方針の元で、「銀河戦争は去り、ドラッグを受け入れ、エイリアンとの遭遇が減ってベッドルームの場面が増えた。散文としての実験が要求されるようになり、ウィリアム・バロウズの有害な影響が優勢になる恐れを生んだ」。ジュディス・メリルの観測では「『ニュー・ワールズ』は、当時のニューウェーブの潮流を記録した、出版される温度計だった。アメリカでは熱い議論が繰り広げられた。イギリスではそれを興味深く見ていた人々も、そうでない人々もいたが、アメリカではそれを異端とするか素晴らしい革命とするかの両論があった」という。

### 影響
『ニュー・ワールズ』に発表された中では、T・M・ディッシュの『虚像のエコー』（1966年）、『キャンプ収容』（1967年）、S・R・ディレーニイの「時は準宝石の螺旋のように」（1969年）、H・エリスンの「少年と犬」（1969年）などが傑作として残っている。ノーマン・スピンラッドが1967年に連載した『バグ・ジャック・バロン』は全編暴力と性の描写に埋められた問題作で、多くの批判に晒された。またバラードは破滅もの長編『燃える世界』『結晶世界』に続いて、前衛的文芸誌『Ambit』メンバーとの交流を経て、1966年から『残虐行為博覧会』など自ら「濃縮小説」と呼ぶ実験的で難解な短篇小説群を発表し、1970年代になると『クラッシュ』『コンクリートの島』『ハイ-ライズ』のテクノロジー三部作など新しいスタイルへと移行していく。B・オールディスもまた『世界Aの報告書』（1968年）、『頭の中の裸足』（1969年）を経て、言語実験小説『マラキア・タペストリー』（1976年）へと完成度を深めて行った。
『ニュー・ワールズ』では、ラングドン・ジョーンズ、パミラ・ゾリーン、M・ジョン・ハリスン、ジョン・スラデックといった作家が活躍し、ニュー・ウェーブには批判的なイアン・ワトスンもここでデビューした。しかし『ニュー・ワールズ』は実験性が過度になって勢いを失って行き、1971年頃には月刊から季刊へと移行する。
アメリカでは、デーモン・ナイト編のアンソロジー・シリーズ『オービット』が1966年から発行され、多くの新しい作家を育てた。若手だけでなく既存の作家でも、ロバート・シルヴァーバーグはニュー・ウェーブの影響で実験的でシリアスな作風に変わり、ニュー・シルバーヴァーグと呼ばれた。1950年代から複雑で特異な作品を発表していながら注目度の低かったフィリップ・K・ディックは、ニュー・ウェーブの視点がもたらされたことで高い評価を得るようになっていった。主流文学の作家であったカート・ヴォネガットや、ジョン・バース、トマス・ピンチョンらのSF的な題材の作品も、SF界からはニュー・ウェーブという位置付けで見られるようになる。また1960年代のカウンター・カルチャーの興隆に伴い、生態学的視点を持つフランク・ハーバートの『デューン』（1965年-）や、コミューン的な共同体を描くロバート・A・ハインラインの『異星の客』（1961年）がベストセラーとなっている。

## 注
1. ↑  Gunn, James. "Alternate Worlds: 1949–1965", in Alternate Worlds. The Illustrated History of Science Fiction (N.J.:Prentice-Hall, 1975)
2. ↑  Kyle, A Pictorial History of Science Fiction, pp. 119–120.
3. ↑  1950年代にはR・A・ハインラインやアイザック・アジモフらにより従来のSFに社会科学的なテーマを盛り込んだ傑作が多数生まれ「SFの黄金期」と呼ばれる。
4. ↑  Ballard, J. G. (1962) "Which Way to Inner Space?" New Worlds Science Fiction, May. Reprinted in A User's Guide to the Millennium: Essays and Reviews, HarperCollins, London  (1996)
5. ↑  Aldiss, Brian and David Wingrove (eds.). Trillion Year Spree. The History of Science Fiction (London: Paladin Grafton, 1986)
6. ↑  Brian Aldiss and Harry Harrison (eds.) Decade the 1950s (London: Pan Books, 1977)
7. ↑  Ballard, J. G. "Myth Maker Of The 20th century" New Worlds, No. 142, May/June 1964
8. ↑  Roberts, Adam. The History of Science Fiction (New York: Palgrave Macmillan, 2005)
9. ↑  Brackett, Leigh (2000) Martian Quest: The Early Brackett, Haffner Press (introduction)
10. ↑  Greenland, Colin. The Entropy Exhibition (London: Routledge & Kegan Paul, 1983 ISBN 978-0-7100-9310-3). Chapter: "The 'Field' and the 'Wave': The History of New Worlds" in James Gunn and Matthew Candelaria (ed.), Speculations on Speculation. Theories of Science Fiction (Maryland: Scarecrow Press Inc., 2005). Page number refer to this reprint
11. ↑  伊藤典夫訳、『SFマガジン』1997年3月号
12. ↑  伊藤典夫「解説」（『沈んだ世界』東京創元社 1968年）
13. ↑  中村融「解説-変革の嵐が吹き荒れた時代」（『20世紀SF 3 1960年代 砂の檻』）
14. ↑  Aldiss, Brian W. The Detached Retina (Liverpool University Press, 1995)
15. ↑  Gunn, James (2005) "The Readers of Hard Science Fiction" in Speculations on Speculation. Theories of Science Fiction, James Gunn and Matthew Candelaria (Ed.), Scarecrow Press Inc, Maryland :87